# Schlesische Dialektliteratur

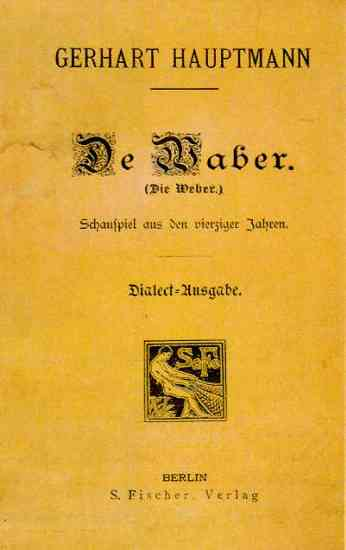
De Waber (Dialekt-Ausgabe)

Schlesische Dialektliteratur im weiteren regionalen Sinn umfasst jegliche Literatur die in einem schlesischen Dialekt geschrieben ist. Dazu gehören Werke von Autoren aus Schlesien, Niederschlesien, Oberschlesien, Grafschaft Glatz, Oberlausitz und Sudetenland bis hin zu den schlesischen Sprachinseln in Polen, Tschechien oder auch Slowakei.

## Dialektautoren
Folgend eine Liste der bekanntesten schlesischsprachigen Dialektautoren, sortiert nach Epoche und Dialektregion:

### Barock
- Dramatiker

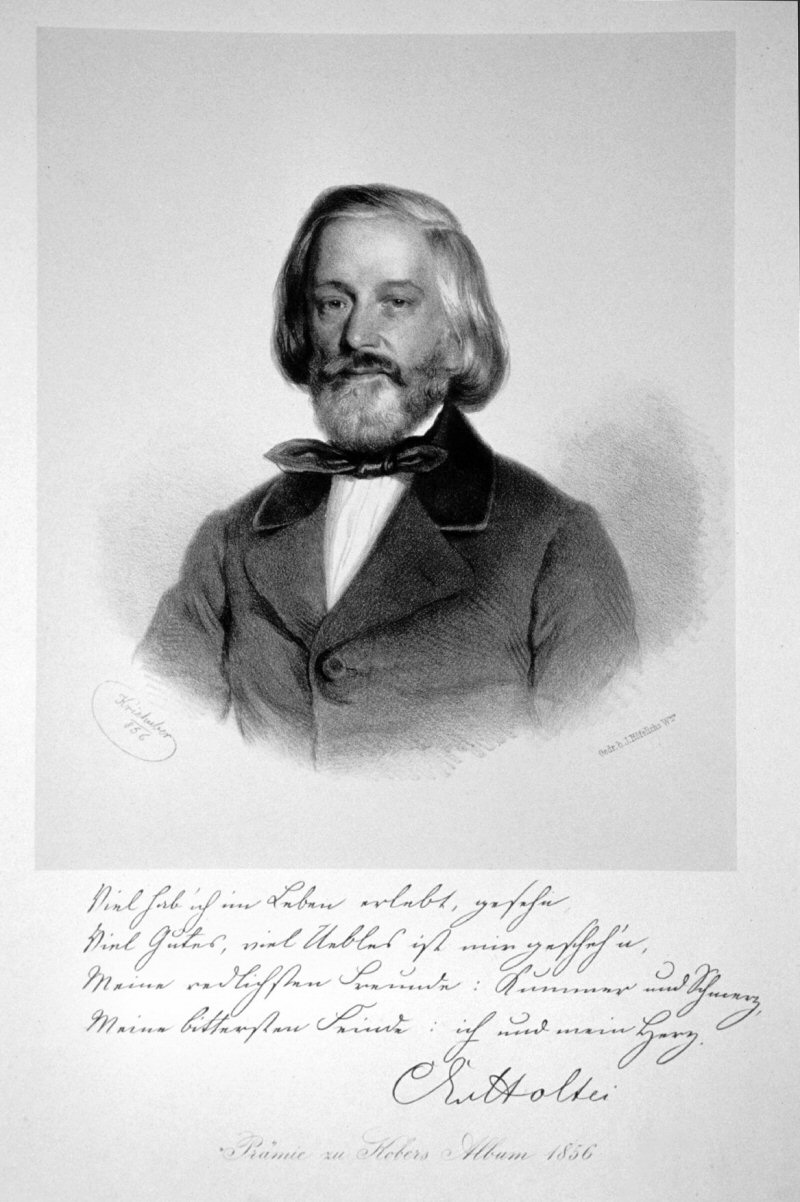
Karl von Holtei, 1798–1880

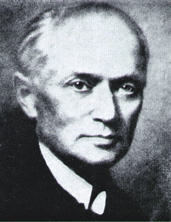
Paul Keller, 1873–1932

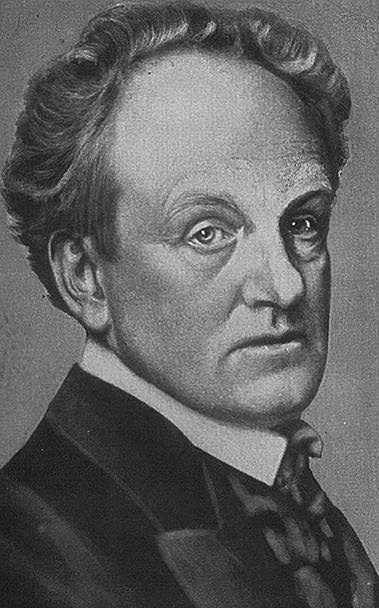
Gerhart Hauptmann, 1862–1946

  - Andreas Gryphius (1616–1664), Glogau
- Dialektdichter
  - Daniel Stoppe (1697 – 1747), Hirschberg

### Aufklärung
- Dialektforscher

### Romantik
- Dialektdichter
  - Robert Rößler (1838–1883), Großburg

- Dramatiker
  - Karl von Holtei (1798–1880), Breslau

### Spätes 19. Jahrhundert
- Dramatiker
  - Moritz Jursitzky (1861–1936), Engelsberg

- Dichter
  - Max Heinzel (1833–1898), Ossig (Kreis Neumarkt)
  - Gerhart Hauptmann (1862–1946), Ober Salzbrunn

- Schriftsteller
  - Johannes Reinelt (1858–1906), Kreuzendorf, Pseudonym: Thilo vom Walde
  - Paul Keller (1873–1932), Arnsdorf

### Frühes 20. Jahrhundert
- Volkskundler
  - Will-Erich Peuckert (1895–1969), Töppendorf

### Nachkriegszeit
- Dialektdichter
  - Ernst Schenke (1896–1982), Nimptsch

- Volkskundler
  - Wilhelm Menzel (1898–1980), Obersteinkirch

- Dialektforscher
  - Barbara Suchner (1922–2010), Breslau